# Erik Uppström
Karl Erik Knut Uppström, född 28 juli 1881 i Svea livgardes församling, Stockholm, död 11 mars 1968 Lidingö församling, Stockholms län
, var en svensk kompositör och regementsmusiker. 
Erik Uppström är begravd på Norra begravningsplatsen utanför Stockholm. Han var gift med skådespelaren Tyra Leijman, och far till skådespelaren Åke Uppström.

## Kompositioner
- Te' dans mä Karlstatösera